# Zheng Lulu
Zheng Lulu (鄭璐璐, em chinês) é uma corredora ciclista chinesa, nascida em 24 de janeiro de 1987. Tem sido medalhada de prata da velocidade por equipas durante os campeonatos mundiais de 2008 em Manchester com Gong Jinjie.

## Palmarés

### Campeonatos mundiais
- Manchester 2008
  -  Medalha de prata da velocidade por equipas

- Pruszkow 2009
  -     - 7.º da velocidade por equipas

  - 16.º do keirin
  - 17.º dos 500 m

### Copa do mundo
- 2007-2008
  - 3.º da velocidade por equipas em Pequim

- 2008-2009
  - 2.º da velocidade em Manchester
  - 3.º da velocidade por equipas em Pequim
  - 3.º da velocidade por equipas em Copenhaga

### Campeonato Asiático
- Bangkok 2007
  -  Campeã da Ásia de keirin
  -  Campeã da Ásia de velocidade por equipas
  -  Medalha de prata da velocidade individual
- Nara 2008
  -  Campeã de Ásia de keirin
  -  Campeã de Ásia de velocidade individual
  -  Campeã de Ásia de velocidade por equipas
- Tenggarong 2009
  -  Campeã de Ásia de keirin
  -  Campeã de Ásia de velocidade individual
  -  Campeã de Ásia de velocidade por equipas